# Бабахейдар
Бабахейда́р (перс. باباحيدر‎) — город на юго-западе Ирана, в провинции Чехармехаль и Бахтиария. Входит в состав шахрестана Фарсан.
На 2006 год население составляло 10 922 человека; в национальном составе преобладают бахтиары .
Альтернативное название: Бабахайдар (Baba Haidar).

## География
Город находится в северной части Чехармехаля и Бахтиарии, в горной местности центрального Загроса, на высоте 2 143 метров над уровнем моря.
Бабахейдар расположен на расстоянии приблизительно 30 километров к западу от Шехре-Корда, административного центра провинции и на расстоянии 375 километров к юго-западу от Тегерана, столицы страны.